# سرخکان (اندیمشک)
سرخکان (اندیمشک)، روستایی از توابع بخش الوار گرمسیری شهرستان اندیمشک در استان خوزستان ایران است.
ساکنین این روستا تیره بزرگی قلاوند می باشند و این روستا متعلق به آنهاست.

## جمعیت
این روستا در دهستان قیلاب قرار دارد و براساس سرشماری مرکز آمار ایران در سال ۱۳۹۵، جمعیت آن ۲۷۰ نفر (۷۶ خانوار) بوده‌است.